# Explotación laboral
La explotación laboral se define como recibir un pago inferior al trabajo que se realiza, lo que incluye desde pequeños abusos hasta los talleres de trabajo esclavo. Karl Marx desarrolló su teoría de la economía del capitalismo con base en la idea de explotación laboral (esa diferencia que no se le pagaría al trabajador, y que se la queda el capitalista, es llamada la "plusvalía"). Aunque un trabajo mal pagado para lo que se realiza suele ser lo que define a la explotación laboral, en sentido amplio puede abarcar diferentes situaciones, desde el abuso por parte empleador hacia el empleado hasta la precariedad laboral.

## Teoría marxista
El ideario marxista mantiene que la explotación del trabajador, cuando este no es dueño, hace entender de una forma imparcial los niveles de precio y empleo. Los economistas liberales juzgaban que los precios eran la consecuencia de un intercambio que irradiaba las distinciones individuales de interesados compradores y proveedores. El conflicto que se da en la teoría impersonal, objetiva, es que se explica con mecanismo de precios las relaciones de la explotación de la fuerza de trabajo por parte del capitalismo, el cual reside en la diferenciación cultural y auténtica del coste de producción asociado a los trabajadores, abarcando el valor de enseñanza en destrezas, habilidades, artes, maestrías o en relaciones humanas (capital cultural humano). Marx se pregunta y contesta en sus Manuscritos de 1844:

¿En qué consiste, entonces, la enajenación del trabajo?

en primer lugar en que el trabajo es "externo" al trabajador, es decir, no pertenece a su ser; en que en su trabajo, el trabajador no se afirma, sino que se niega; no se siente feliz, sino desgraciado; no desarrolla una libre energía física y espiritual, sino que mortifica su cuerpo y arruina su espíritu. Por eso el trabajador sólo se siente en sí fuera del trabajo, y en el trabajo fuera de sí. Está en lo suyo cuando no trabaja y cuando trabaja no está en lo suyo. Su trabajo no es, así, voluntario, sino forzado, "trabajo forzado". Por eso no es la satisfacción de una necesidad, sino solamente un medio para satisfacer las necesidades fuera del trabajo. Su carácter extraño se evidencia claramente en el hecho de que tan pronto como no existe una coacción física o de cualquier otro tipo se huye del trabajo como de la peste. El trabajo externo, el trabajo en que el hombre se enajena, es un trabajo de auto sacrificio, de ascetismo. En último término, para el trabajador se muestra la exterioridad del trabajo en que éste no es suyo, sino de otro, que no le pertenece; en que cuando está en él no se pertenece a sí mismo, sino a otro. (...) Pertenece a otro, es la pérdida de sí mismo.
Karl Marx (1844) Manuscritos económicos y filosóficos, Primer Manuscrito: El trabajo enajenado

Sin embargo, dentro de la ciencia política, se suele sostener que el marxismo no es suficientemete exhaustivo para entender de forma plena el concepto de explotación.